# Soporte de almacenamiento de datos

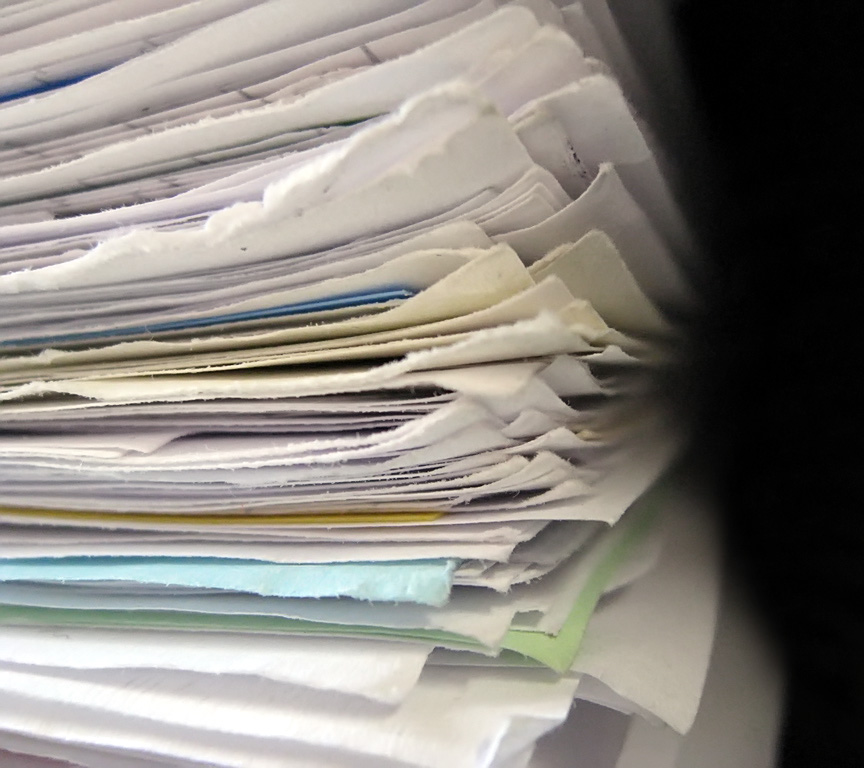
Pila de papeles escritos.

El soporte de almacenamiento de datos o medio de almacenamiento de datos es el material físico donde se almacenan los datos que pueden ser procesados por una computadora, un dispositivo electrónico, y un sistema informático, aunque este término también abarca el concepto de documento no necesariamente informatizable (generalmente en papel, cartulina o similar, aunque también en piedra, madera, material fotosensible, material magnético o de otro tipo para registros de audio, etcétera).
Ejemplos de soportes manejados por computadoras: los discos magnéticos (disquetes, discos duros), los discos ópticos (CD, DVD, Blu-ray), las cintas magnéticas, los discos magneto-ópticos (discos Zip, discos Jaz, SuperDisk), las tarjetas de memoria, etc.
Debe diferenciarse el «medio o soporte de almacenamiento» del «dispositivo de almacenamiento de datos» (o unidad de almacenamiento) porque el dispositivo es el aparato que lee o graba los datos almacenados en los soportes; los componentes de hardware que escriben o leen datos en los medios de almacenamiento se conocen como dispositivos o unidades de almacenamiento. Por ejemplo, una disquetera y una unidad de disco óptico son dispositivos que realizan la lectura o escritura en disquetes y discos ópticos, respectivamente. El propósito de los dispositivos de almacenamiento es almacenar y recuperar la información de forma automática y eficiente.
El almacenamiento susceptible de ser procesado por una computadora o dispositivo similar, se relaciona con dos procesos:
- Lectura de datos almacenados para luego transferirlos a la memoria del equipo.
- Escritura o grabación de datos para que más tarde se puedan recuperar y utilizar.

## Soportes de almacenamiento en celulosa

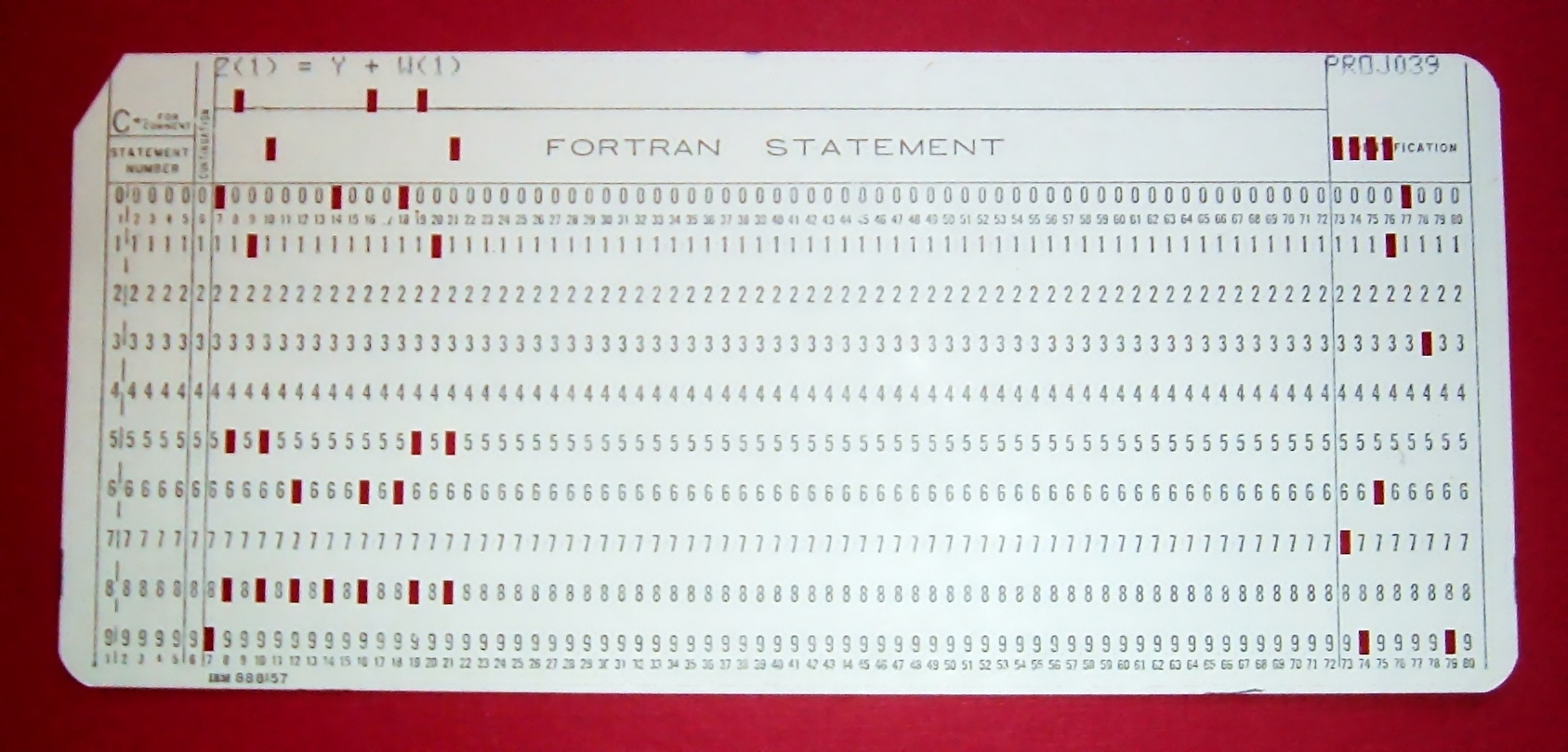
Tarjeta perforada que contiene una instrucción en lenguaje Fortran.

Los soportes de almacenamiento de esta sección utilizan papel o materiales similares.

## Soporte magnético de almacenamiento

### Cinta magnética

#### Digital Data Storage(DDS)
El almacenamiento de datos digitales o Digital Data Storage (DDS) es uno de los formatos de soporte magnético, que utiliza cinta para el almacenamiento de datos.

### Disco magnético

#### Disquete (FD)
El disquete, disco flexible o floppy disc (FD), fue muy utilizado hasta principios de los años 2000, y después quedaron obsoletos, por la escasa capacidad de bytes en comparación, por ejemplo, con las memorias flash.

## Soporte de estado sólido

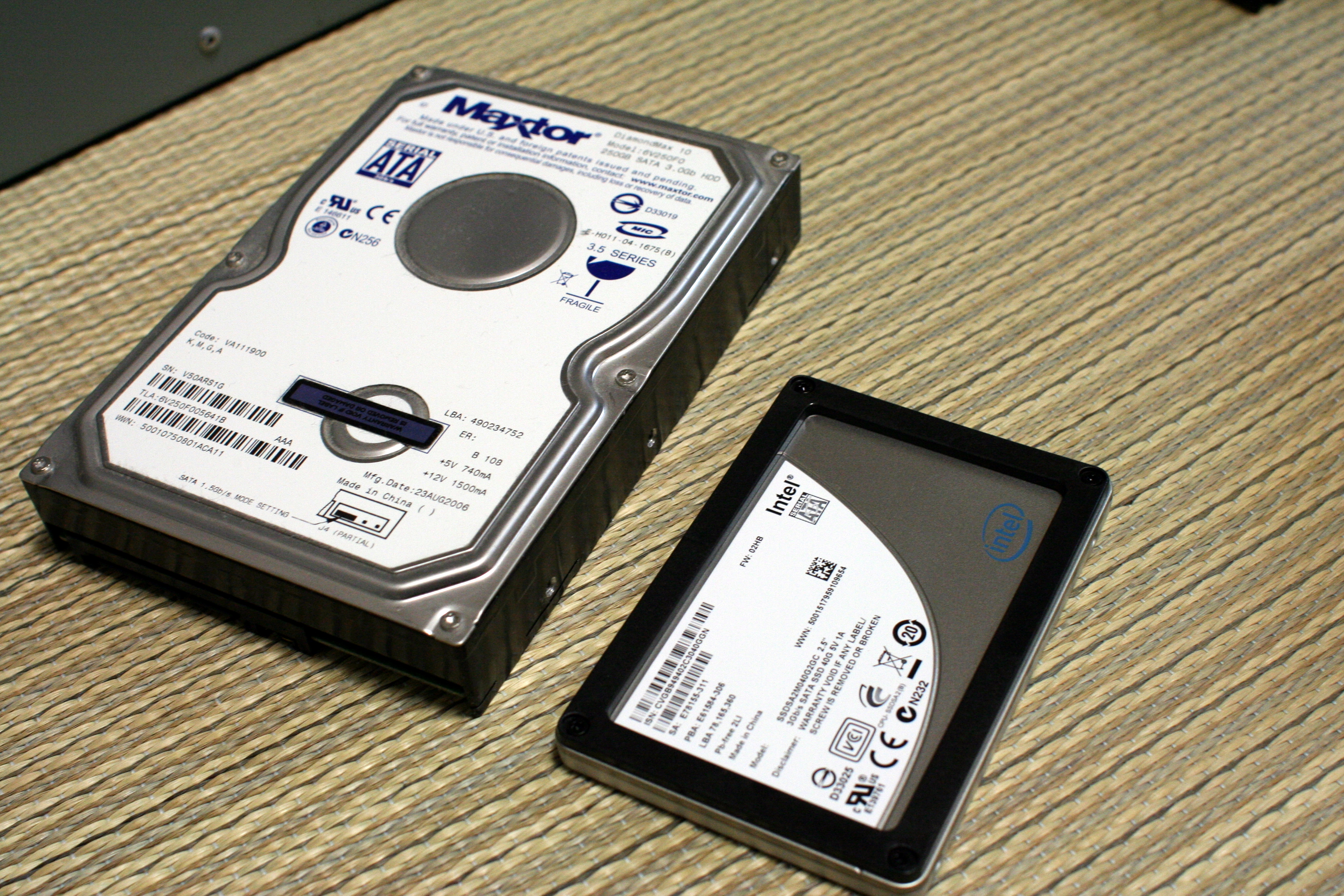
Unidad de disco duro (izquierda) y unidad de estado sólido (derecha).

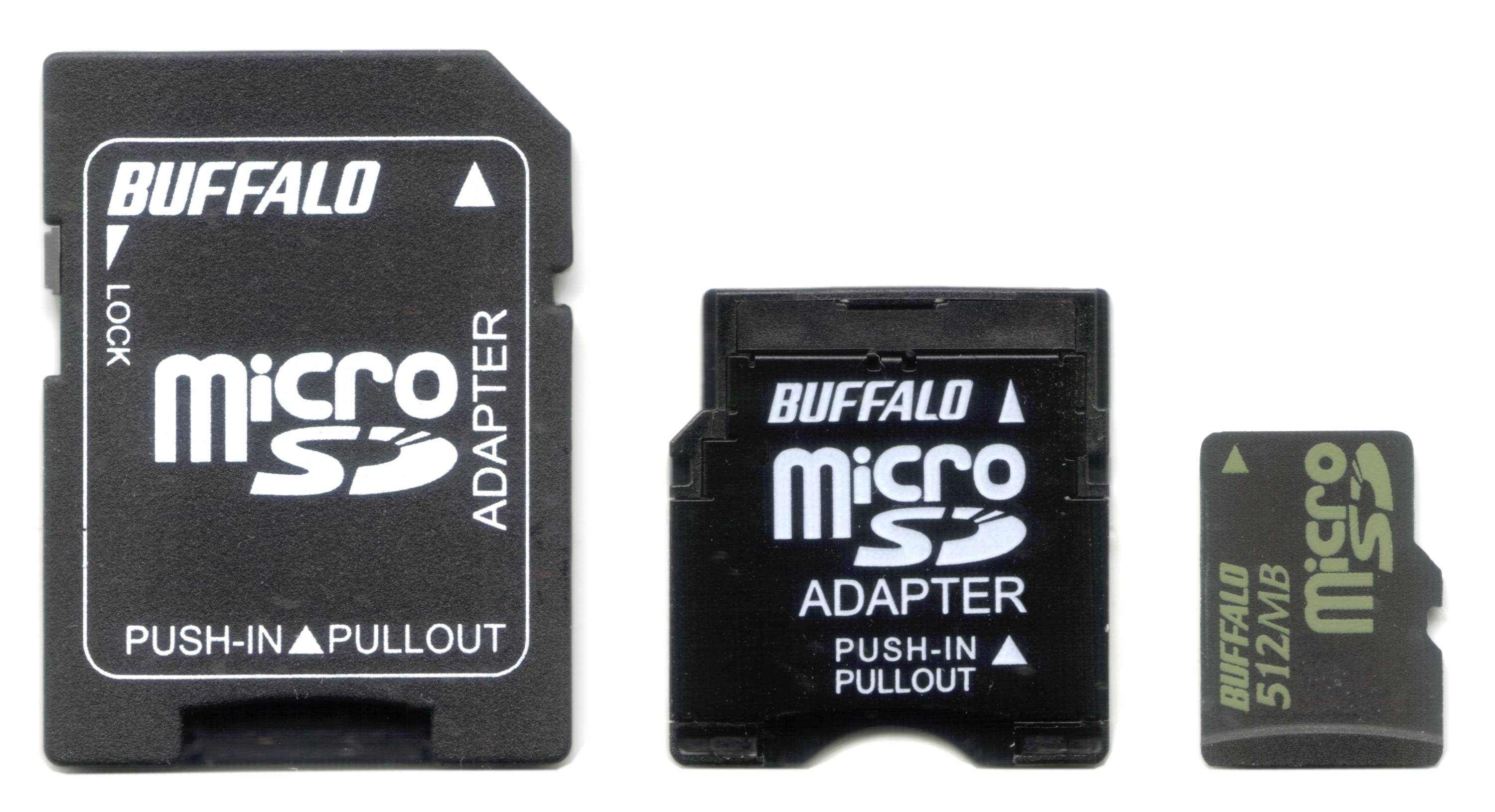
Adaptador SD (izquierda) y adaptador miniSD (centro) para tarjeta de memoria microSD (derecha).

## Soporte óptico de almacenamiento

### Disco láser (LD)
Laserdisc

## Evolución de los medios o soportes de almacenamiento

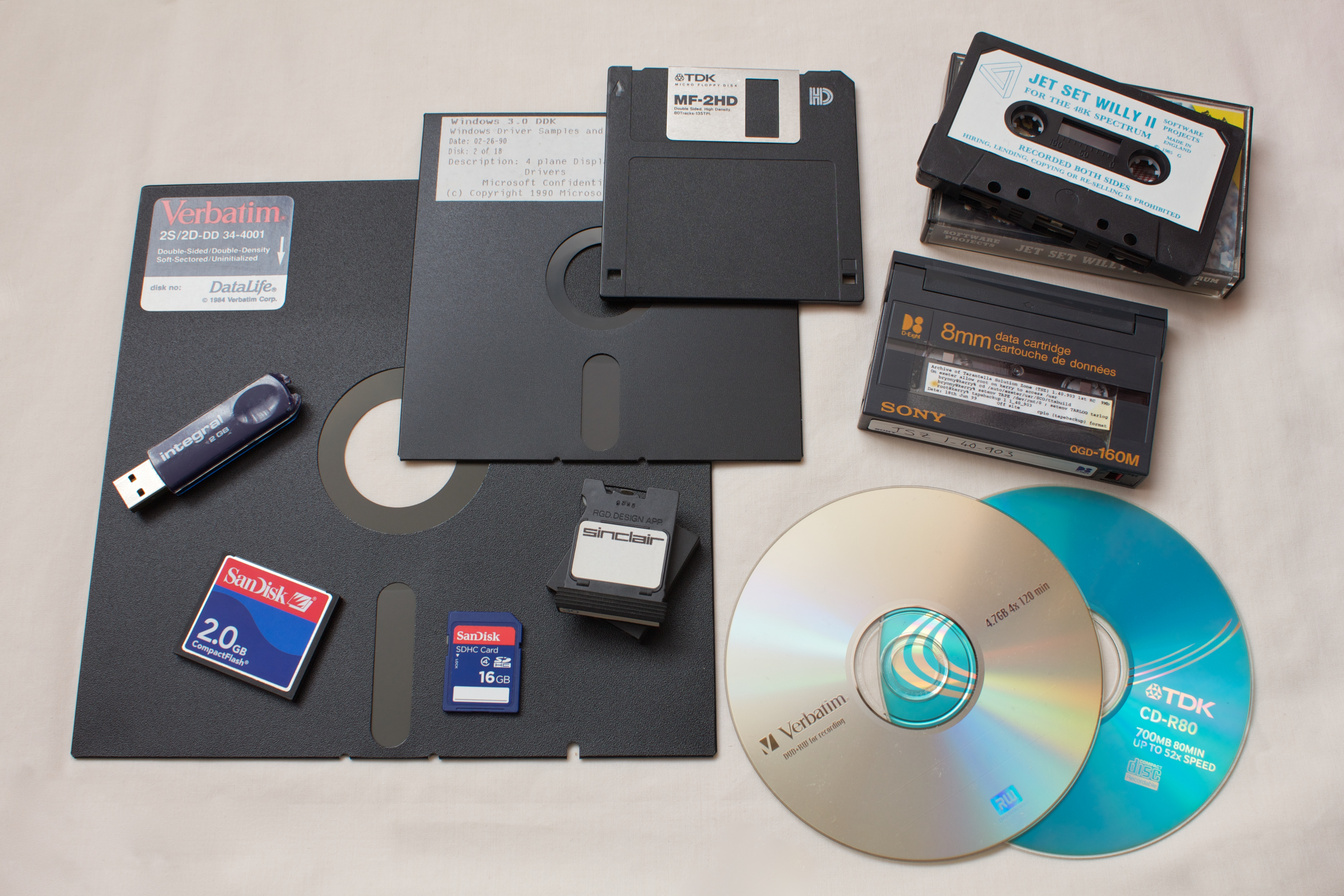
Once tecnologías de almacenamiento extraíble. Disquete de 8", disquete de 5,25", disquete de 3,5 ", casete de cinta magnética, cinta de 8 mm, CD, DVD, ZX Microdrive, tarjeta SDHC, tarjeta CompactFlash, pendrive USB.

Los medios de almacenamiento de datos se han desarrollado de forma exponencial desde la invención de las primeras computadoras. Aunque existe una gran variedad de tecnologías y dispositivos, la tendencia de su desarrollo se ha decantado por las tecnologías digitales y por tecnologías de escritura reversible.
Durante la primera década del sXXI el disco óptico fue el soporte más extendido para el intercambio y almacenamiento externo de datos entre computadores. Sin embargo, tanto la popularización de la memoria USB, como la implementación extensiva de ranuras SD para almacenamiento en dispositivos multimedia y portátiles, el almacenamiento de datos en la nube, y también la eliminación de los lectores de disco en muchos diseños de computador, han contribuido a su notable reducción hacia la segunda década del mismo siglo.
- Cinta perforada
- Tarjeta perforada
- Cinta magnética
- Disco magnético
  - Disquete (FD)
  - Disco duro (HD)
    - Disco duro portátil
- Disco óptico (DO)
  - Disco compacto (CD)
    - CD-ROM
    - CD-R
    - CD-RW

  - Disco Versátil Digital (DVD)
    - DVD-R
    - DVD+R
    - DVD-RW
    - DVD+RW

  - Disco Blu-ray (BD)
- Memoria flash
  - Unidad de estado sólido (SSD)
  - Memoria USB
  - Tarjeta de memoria
    - Secure Digital (SD)
      - miniSD
      - microSD

    - MultiMediaCard (MMC)
    - Memory Stick (MS)
    - CompactFlash (CF) I y II
    - Microdrive (MD)
    - SmartMedia (SM)
    - Tarjeta XD-Picture
- Almacenamiento en nube
- Almacenamiento de conexión directa (Direct Attached Storage, DAS)
- Almacenamiento conectado en red (Network Attached Storage, NAS)
- Red de área de almacenamiento (Storage Area Network, SAN)